# 烏爾茹姆卡河
57°09′15″N 50°07′23″E / 57.15417°N 50.12306°E

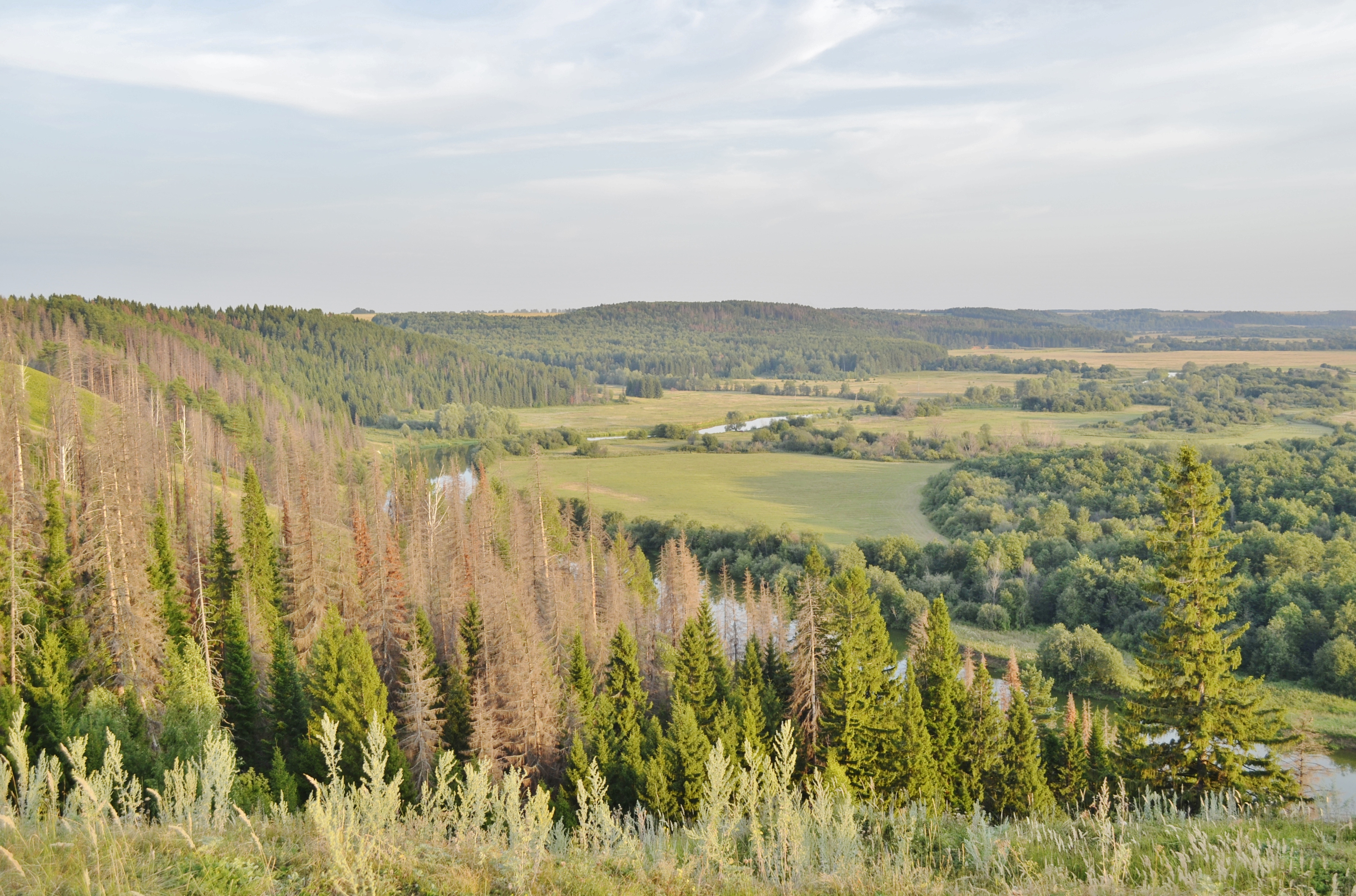

烏爾茹姆卡河（俄语：Уржумка），是俄羅斯的河流，位於該國西部，屬於維亞特卡河的右支流，流經馬里埃爾共和國和基洛夫州，河道全長109公里，流域面積1,780平方公里。